# تشاستکوف (ناحیه اوهرسکه هرادیشتی)
تشاستکوف (به چکی: Částkov) یک منطقهٔ مسکونی در جمهوری چک است که در ناحیه اوهرسکه هرادیشتی واقع شده‌است. تشاستکوف ۶٫۵۸ کیلومتر مربع مساحت و ۳۸۸ نفر جمعیت دارد و ۲۲۲ متر بالاتر از سطح دریا واقع شده‌است.